# Лекция
Лекция (лат.: lecture = четиво; lectus = чета) в съвременния български език е представяне на нови знания пред аудитория. Лекцията е форма на преподаване във висшето образование, а също така и форма на изнасяне на информация пред обществена аудитория.
В средното училище в България е възприета формата учебен урок, т.е. представяне на знания от страна на учителя, които са залегнали в програмата на обучение и са уеднаквени за цялата страна чрез използваните от учениците учебници и използваните от преподавателите ръководства.
В понятието лекция се влага задължителна самостоятелност и свобода на лектора по отношение на обема, обхвата и формата на представяне на новите знания, дава му се възможност той да представя собствени резултати и интерпретации. Ето защо, лекцията е приоритет на компетентни в тясната област на лекцията лектори.
Тъй като новите за аудиторията знания са задължителен елемент на лекцията, при провеждане на лекционен курс се предполага, че лекторът поднася актуална информация, поради което е възприето да се казва, че (пример) професорът чете лекции по....
При съвременните лекции се използват нови електронни средства за представяне, като мултимедия.